# ジョナサン・アーチャー
ジョナサン・アーチャー (英: Jonathan Archer) は、アメリカのSFドラマ『スタートレック』シリーズに登場する架空の人物である。 シリーズ6作目にあたる『スタートレック:エンタープライズ』の主人公であり、地球初のワープ5宇宙船エンタープライズ(NX-01)の船長でもある。演じたのはスコット・バクラ。日本語版の吹き替えは谷口節。

## 経歴
2112年、ワープ・ドライブ研究者の父ヘンリー・アーチャーと母サリーの間に生まれる。ニューヨーク近郊（アップステート）出身。12歳のとき父を難病で失う。宇宙艦隊士官となり、父の遺志を継ぎ高速ワープ実用化に向けたNXプロジェクトにパイロットとして参加、一応の成果を出した。チャールズ・タッカー三世とはこの頃からの友人である。その成果もあって、エンタープライズ（NX級）の船長に任命された。
2151年、地球に不時着したクリンゴン人を母星クロノスに送還するという任務を機に、宇宙探査は時期尚早とするバルカン人の反対を押し切り、地球として初めての本格的な宇宙探査に乗り出すことになった。宇宙探査の経験が少ない地球人の代表としてのアーチャーらの探検は試行錯誤の連続であったが、様々な種族とのファーストコンタクト、アンドリア人とバルカン人の領土紛争の調停など、実績を重ねていった。また彼らは初任務時から未来人達のいわゆる時間冷戦に巻き込まれ、スリバン人や時間エージェントのダニエルス達から様々な干渉をうけた。時間冷戦はタイムラインを変えようとする種族を阻止したことで、一応の解決を見ることになる。
2153年、地球はズィンディの先制攻撃によって700万人が死亡し、さらなる脅威に直面すると未来人に告げられたアーチャーはデルフィック領域に8か月間乗り込み、一部種族のズィンディの誤解を解いて、異次元の勢力（球体創造者）の陰謀を阻止すると共に、大量破壊兵器を破壊、地球壊滅という最悪の事態を回避することに成功する（その乱戦の裏で、時間冷戦をも終結させる）。
帰還後は、ロミュランと手を組みアンドリアとの恒星間戦争を目論む一部のバルカン上層部の陰謀を阻止し、またロミュランの各惑星間の離間策をも阻止。バルカンの庇護からの地球の独立、各国の連携強化による惑星連邦成立のきっかけを作った。また2155年には、惑星間の同盟に反対して異星人排斥を主張する地球人のグループ、テラ・プライムのテロを鎮圧する。
2160年まで船長を務め、惑星連邦の設立に貢献。その後はアンドリア大使、連邦評議員、惑星連邦大統領を歴任し、2245年、USSエンタープライズの宙式に出席した翌日にこの世を去る。のちの歴史家ジョン・ギルはこれらの功績からアーチャーを22世紀最高の冒険家と讃えた。
スタートレック：ディスカバリーのシーズン1にて、サルーからの質問への回答として、コンピューターが偉大な5人の指揮官のうちの一人に挙げていた。

## 人物
好きなスポーツは水球。ビーグル犬のポートスを飼っており、エンタープライズにも連れている。名前の由来は三銃士のポルトスから。

## 命名
- アーチャー4号星(Archer IV) - 2151年、アーチャーが探検初期に訪れたMクラスの惑星
- アーチャー星(Archer's planet) - ガンマ・トリアンギュリ星系の惑星。
- U.S.S.アーチャー NCC-44278 - 24世紀の宇宙艦隊の宇宙艦。クラス不明。2379年、レムス人の急襲に備えるためセクター1045に集結した艦のひとつ。
- U.S.S.アーチャー NCC-627 - 23世紀の宇宙艦隊の宇宙艦。クラス不明。2259年、探知されたワープサインを元にカイリー279星に赴く。

## 与えられた勲章
- 勇敢勲章
- スタークロス
- プレンタレス・リボン賞
- 連邦名誉表彰

## 平行宇宙

### ミラー・ユニバース
本編と一切無関係の番外編エピソード『暗黒の地球帝国（前・後）』に登場。
惑星連邦のかわりに「地球帝国」が圧政を敷く平行宇宙におけるアーチャーは、2155年の時点で宇宙艦隊旗艦I.S.S.エンタープライズの副長であった。反乱軍に対して劣勢にあった帝国のためにソリア人に拿捕されたという未来船（U.S.S.ディファイアント(NCC-1764)）の情報を知り、その奪取を計画する。上官に反対され、エンタープライズを失いながらもこれに成功を収め、オーバーテクノロジーと圧倒的な戦力を手中にして反乱軍を一蹴、得意の絶頂に立つ。
しかし、ディファイアントのデータベースにあったもう一つの世界（本編の世界）に存在する自分の功績をみて忸怩たるものを感じて功を焦り、トゥポル以下ディファイアントを奪おうとする者たちを排除し、帝国を制圧してさらに強大な権力を握ろうとする。しかし、彼の覇道は、地球に戻る直前に愛人であったホシ・サトウに裏切られ、毒を盛られたことで終わる。
飼い犬はロットワイラーのポートス。

### ケルヴィン・タイムライン
劇場版11作目にて「アーチャー提督」の名前のみが言及されたが、ジョナサンのことであるかは不明(年齢と階級を照らし合わせると別人の可能性が高い)。愛犬がモンゴメリー・スコットのトランスワープ転送の実験台にされ、そのまま行方不明になる。事故後、スコットは惑星デルタ・ヴェガの前哨基地に左遷される。
ノベライズにおいては、ラストにビーグル犬がエンタープライズの転送室に現れる。ノベライズなので正史ではないものの、つながりが示唆された描写といえる。